# Корпо Санто (Сијена)
Корпо Санто је насеље у Италији у округу Сијена, региону Тоскана.
Према процени из 2011. у насељу је живело 53 становника. Насеље се налази на надморској висини од 307 м.